# Graellsia isabellae
Bướm đêm Mặt Trăng Tây Ban Nha (Graellsia isabellae) là một loài bướm đêm tạo tơ thuộc họ Saturniidae.
Những con sâu bướm có nguồn gốc Tây Ban Nha và Pháp.
Vào cuối tháng Tư và đầu tháng sâu bướm bắt đầu nở sau khi qua mùa đông trong kén. Thông thường con sâu bướm từ cùng một dòng không giao hợp, do đó, nó là điều kiện mà các dòng khác nhau là trong một phạm vi không quá rộng. Sau khi giao phối con cái đẻ khoảng 100-150 trứng trên và thức ăn ưa thích của chúng là cây thông. Các ấu trùng nở sau khi 1-1,5 tuần vẫn còn bắt đầu ăn từ lá thông cứng. Phải mất khoảng 1,5 tháng để instar cuối cùng của sâu bướm. Khi qua instar, sâu bướm đi xuống từ trên cây để thành nhộng dưới lá trên mặt đất.

### Vòng đời

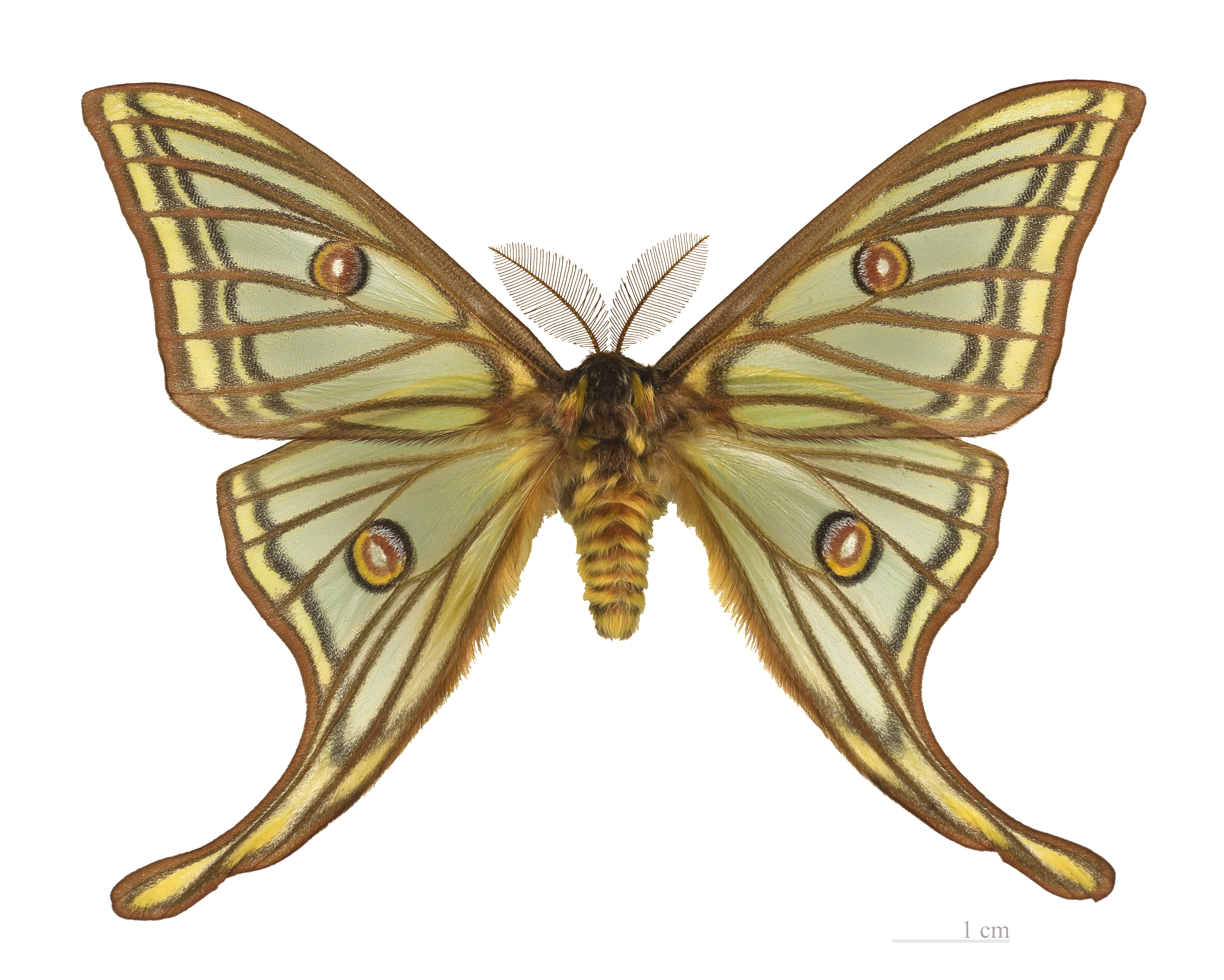
♂
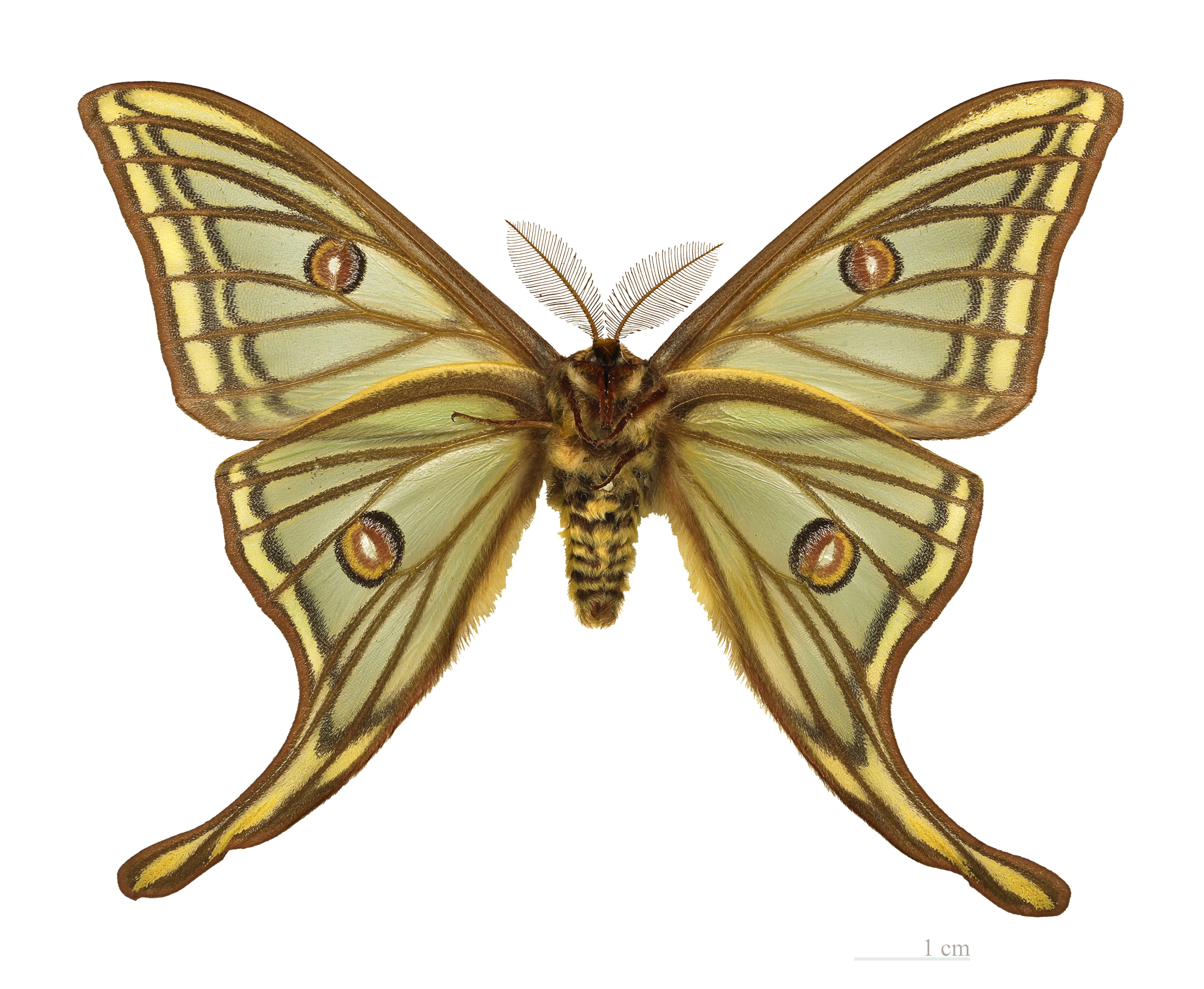
♂ - △
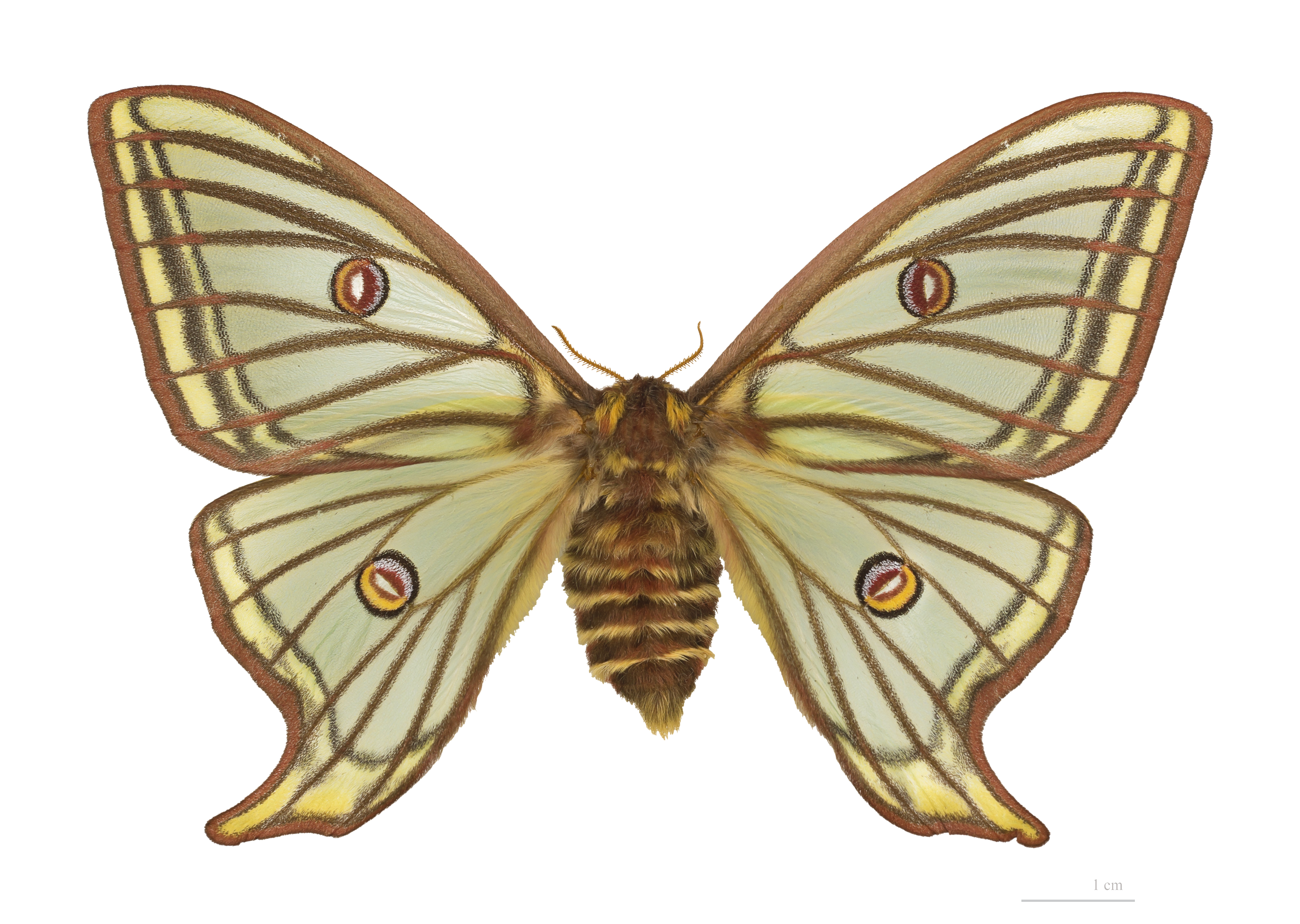
♀
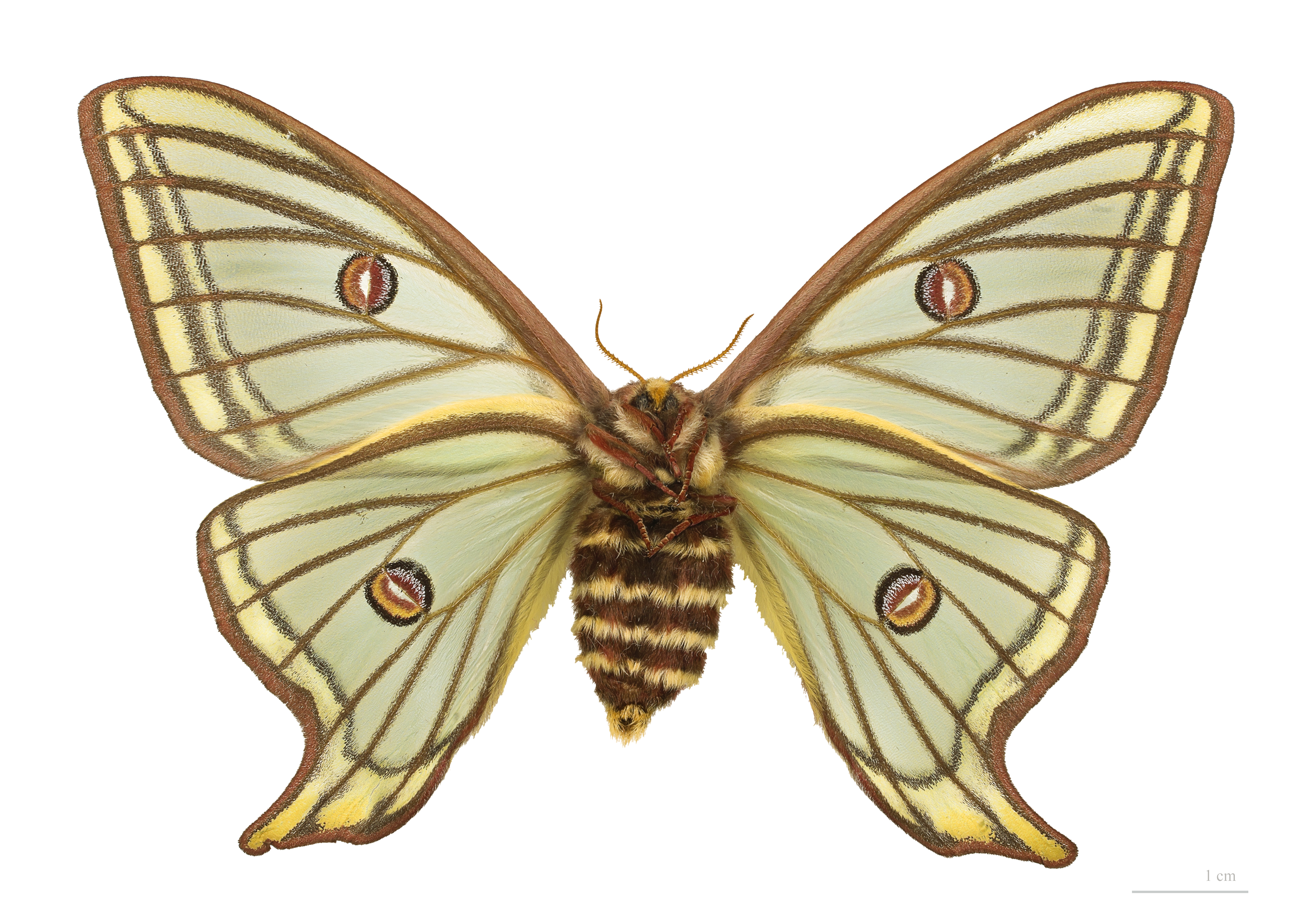
♀ - △

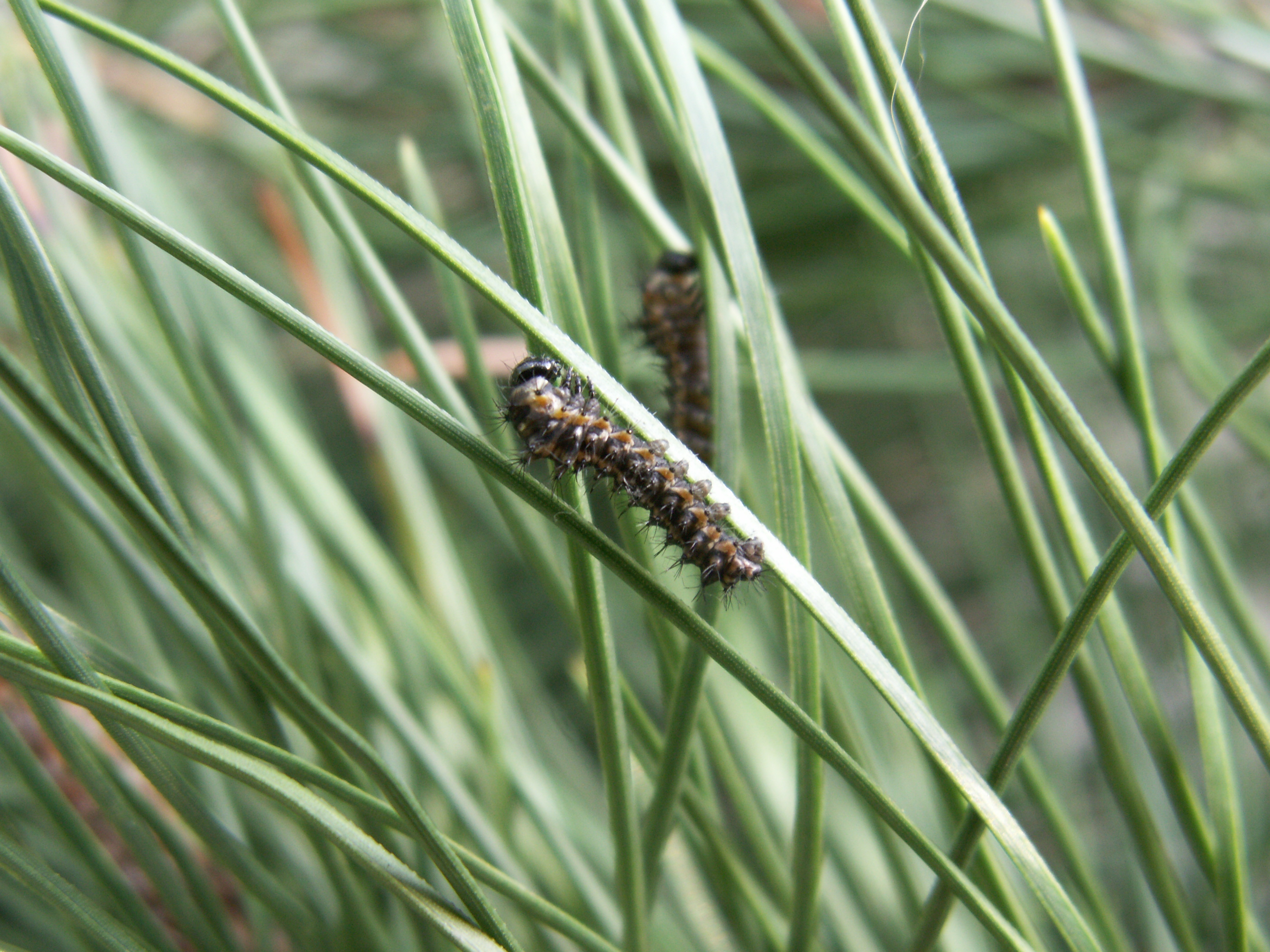
instar lần 1
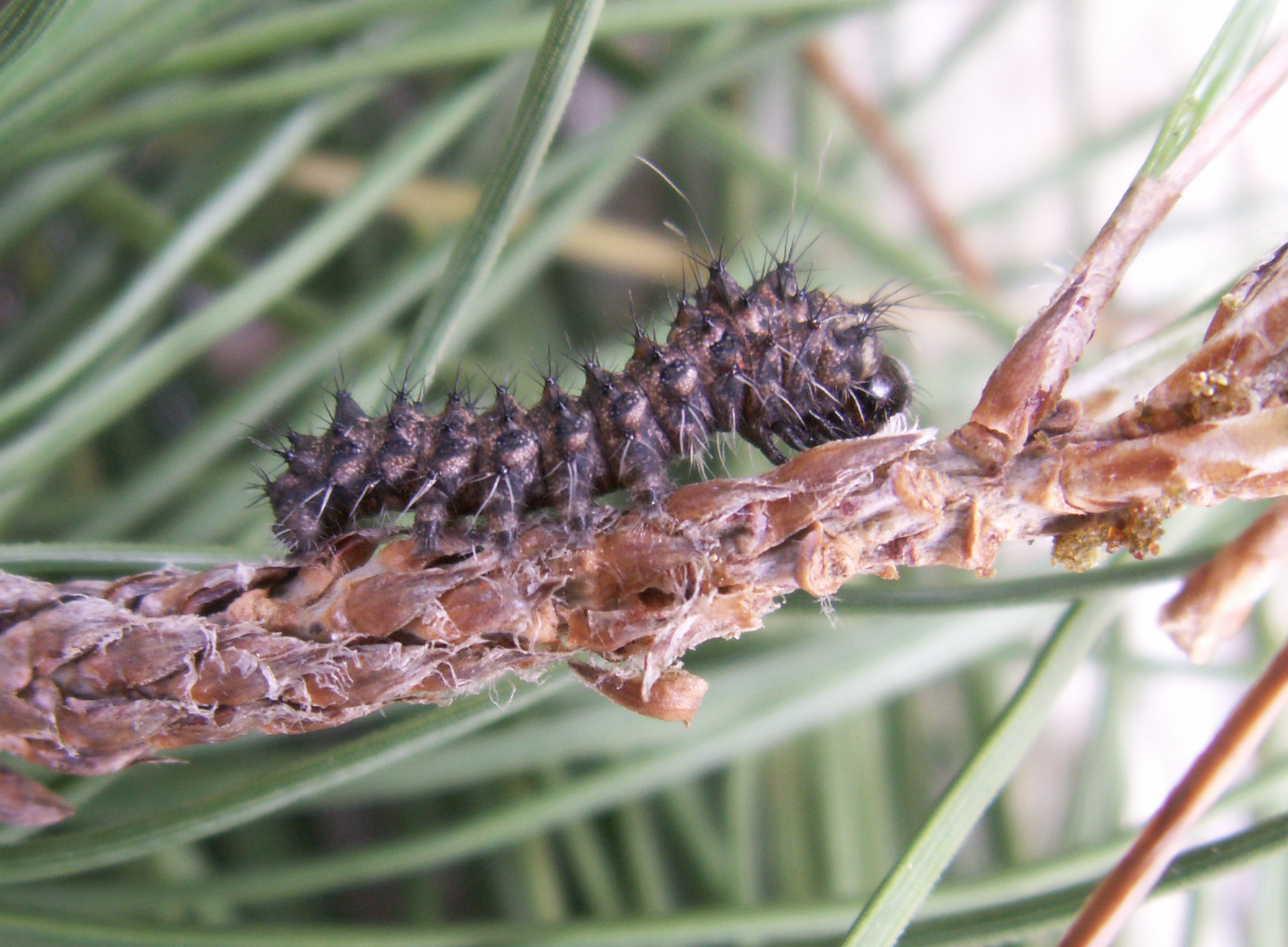
instar lần 2
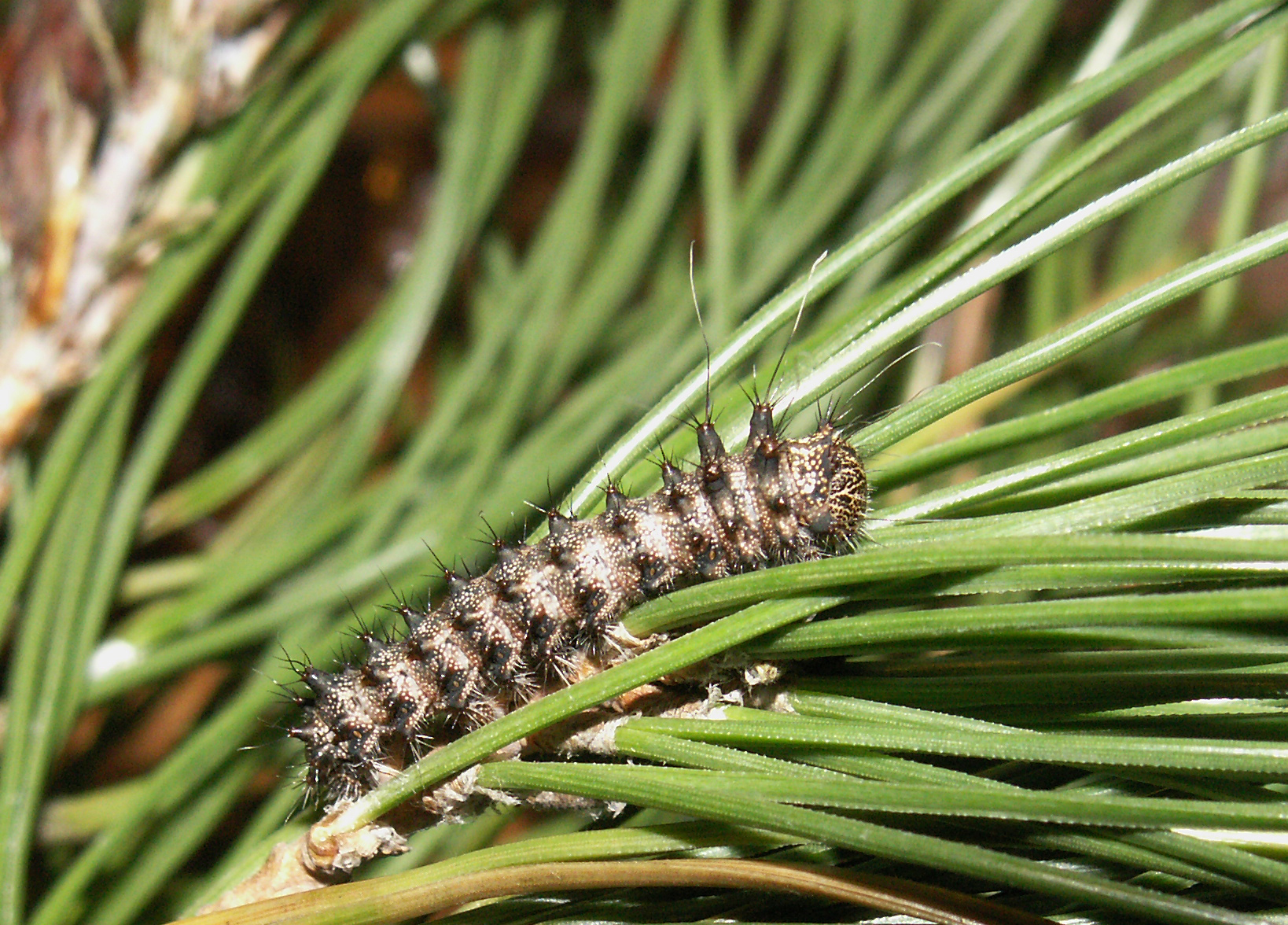
instar lần 3
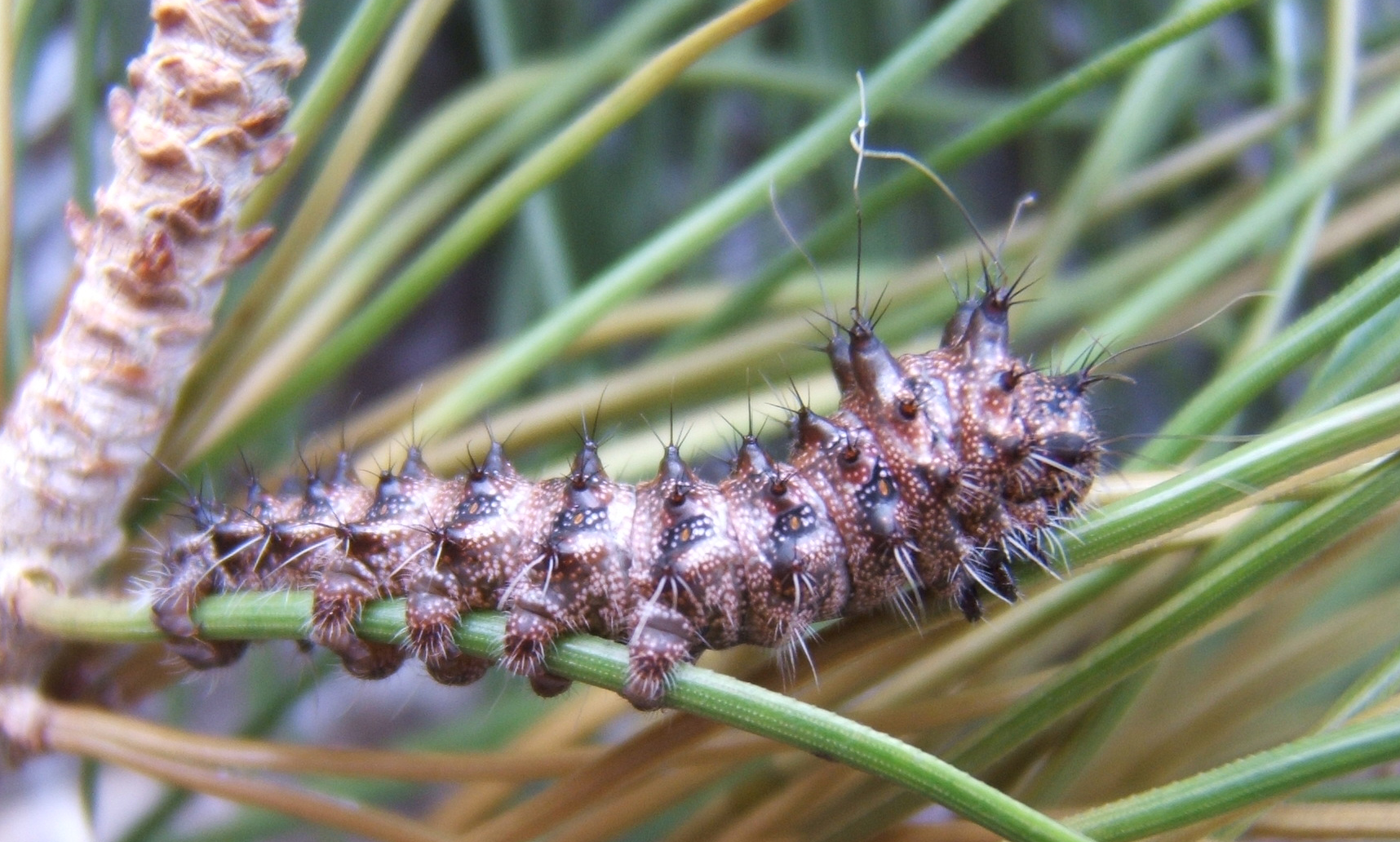
instar lần 3
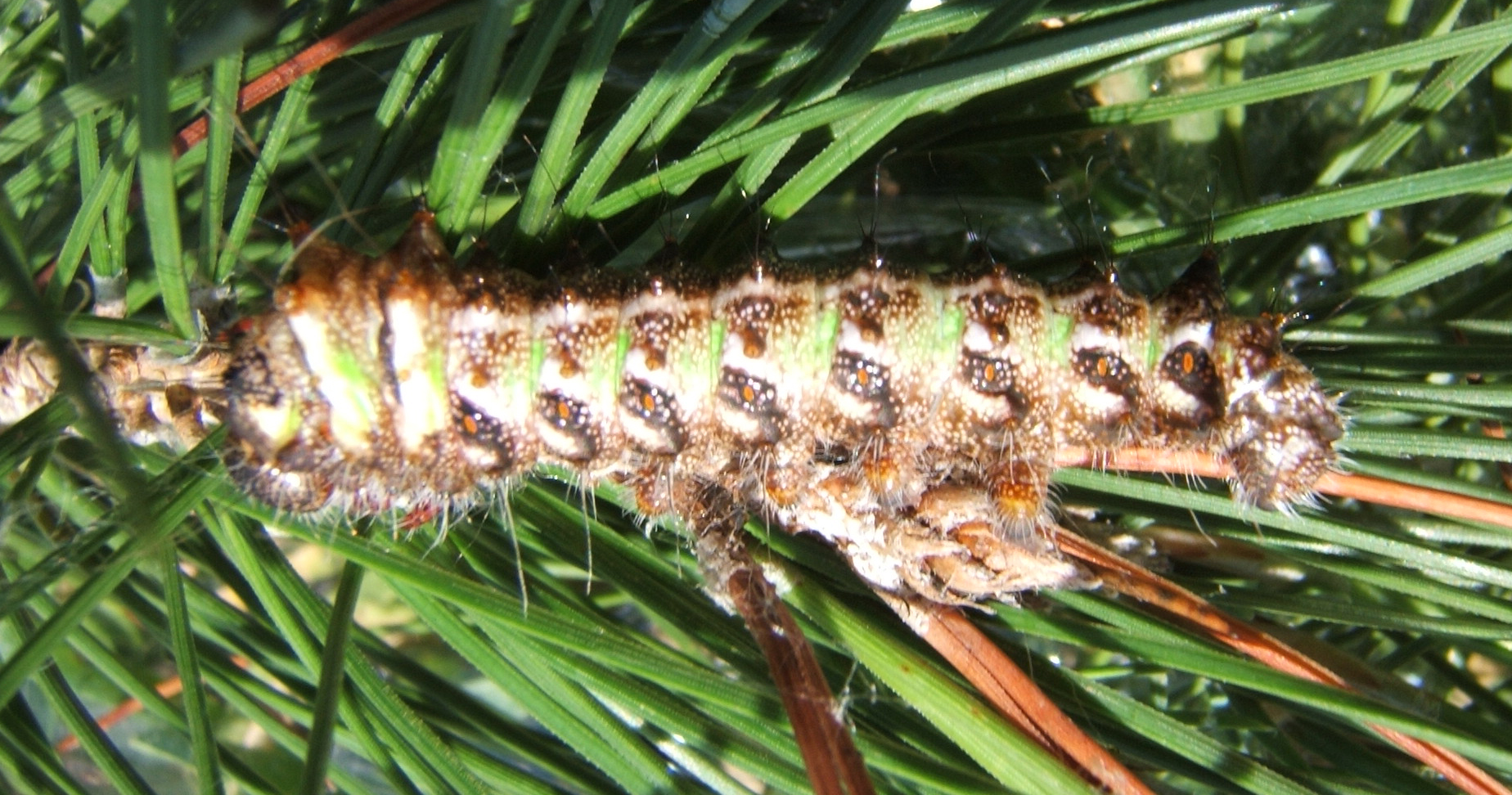
instar lần 4
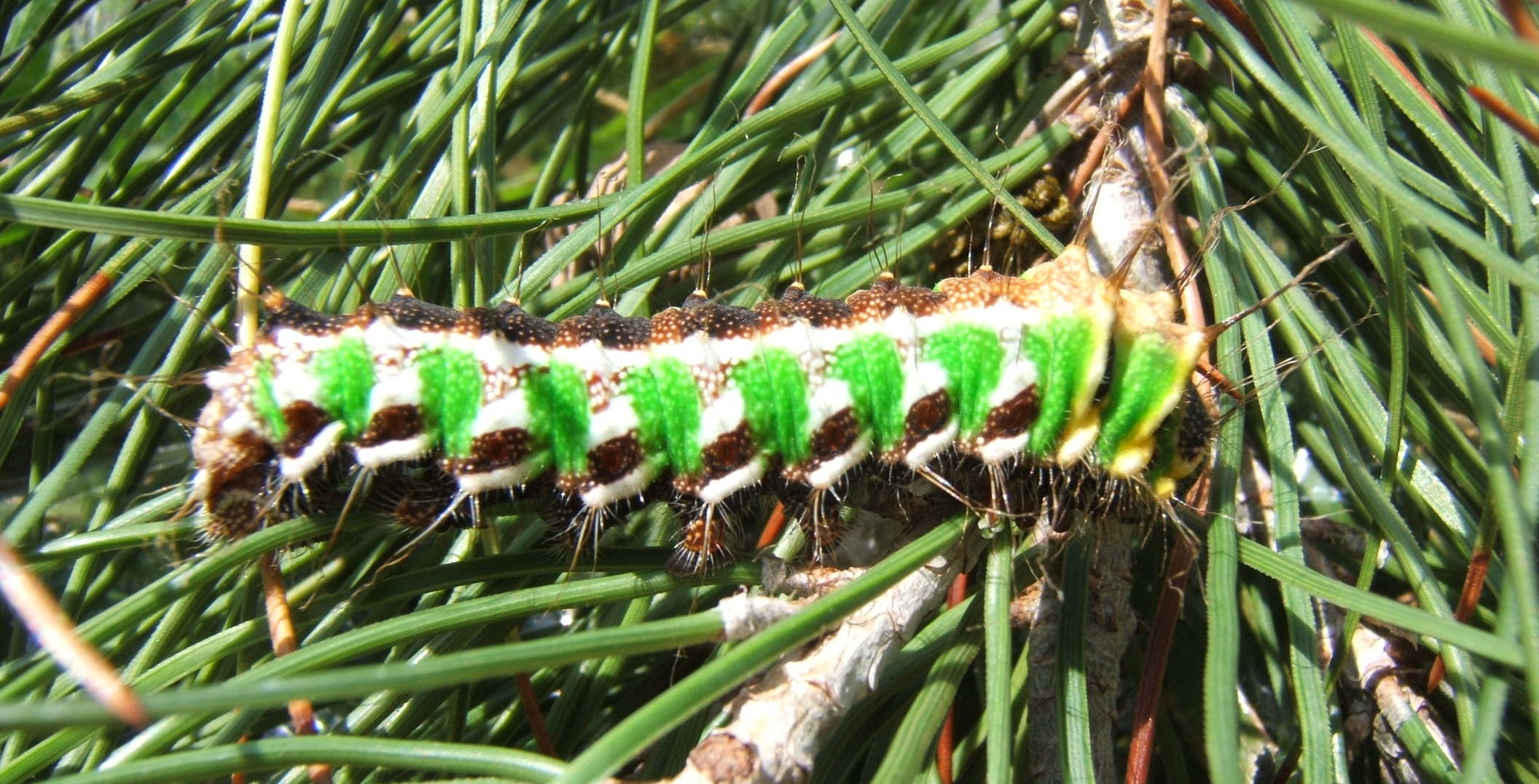
ỉnsta lần 5